# マン島語

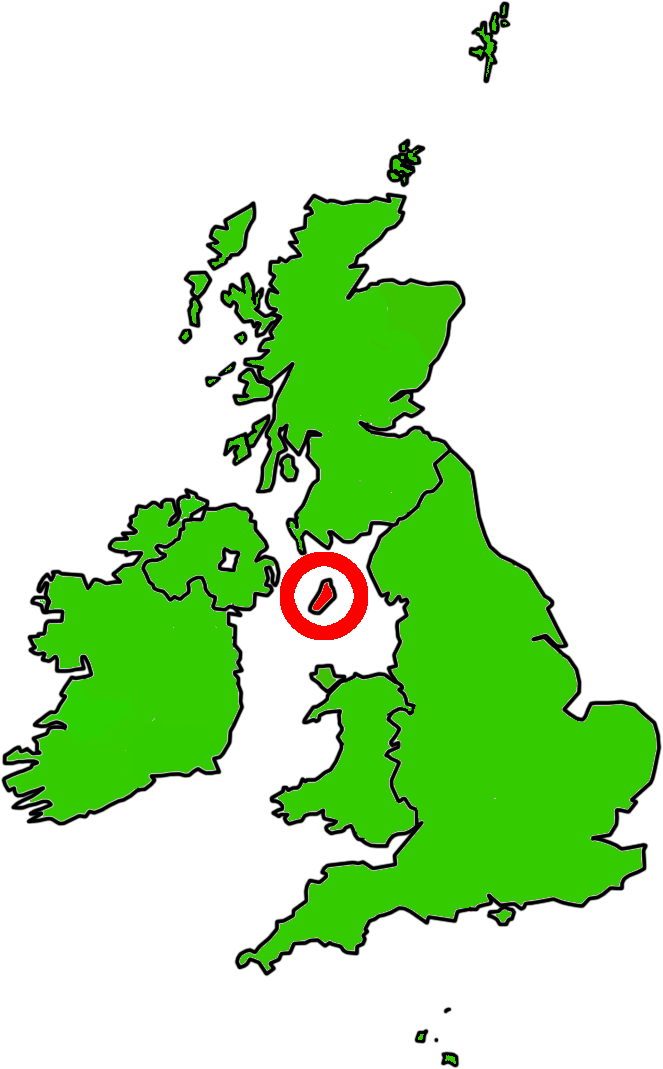
アイルランド島とグレートブリテン島との間がアイリッシュ海。赤く印が付けられているのがマン島。

マン島語（マンとうご、Manx、マン島語では  Gaelg, Gailck [ɡilg, ɡilk]）は、アイリッシュ海に浮かぶマン島で使われていたゲール語である。マンクス語 (Manx)、マン島ゲール語 (Manx Gaelic)、マニン語あるいはマニン・ゲール語とも呼ばれる。学術的には、アイルランド語やスコットランド・ゲール語とともにケルト語派のゲール語群を形成していた。最後の母語話者であったネッド・マドレル (Ned Maddrell) は1974年に没したが、学術的な言語再生運動が大衆へと広がりはじめ、人為的な努力によって復興した。多くの人が第二言語としてマン島語を学んだ結果、今日では英語との併用ではあるものの、マン島語を母語とする人々が再び現れている。

## 言語の名称

### マン島語での名称
マン島語ではこの言語は Gaelg ないし Gailck と呼ばれる。この語は北アイルランドのゲール語から英語へと借用された Gaelic という語を語源を同じくしている。姉妹語であるアイルランド語およびスコットランド・ゲール語はそれぞれ自分の言語を、Gaeilge (また方言差により Gaoluinn, Gaedhlag, Gaelge, Gaelic) および Gàidhlig としている。アイルランド語やスコットランド・ゲール語と同様、マン島語でも定冠詞を伴った形 y Ghaelg ないし y Ghailck がしばしば用いられる (アイルランド語では an Ghaeilge, スコットランド・ゲール語では a' Ghàidhlig である)。
これをほか 2 つのゲール語から区別するために、Gaelg/Gailck Vannin (マンのゲール語) や Gaelg/Gailck Vanninagh (マン人のゲール語) という表現も用いられる。
加えて、Çhengey ny Mayrey (母の言葉) という愛称もときおり使われる。

### 英語での名称
マン島語は英語ではふつう Manx と呼ばれる。またたとえば 3 つのゴイデル語 (ゲール語、すなわちアイルランド語、スコットランド・ゲール語、マン島語) のあいだの関係を論じるときや、マン島で話される英語の方言であるマン島英語 (Anglo-Manx) との混同を避けるために、Manx Gaelic という名もよく使われる。英語ではスコットランド・ゲール語がしばしば単純に Gaelic と呼ばれるが、マン島語やアイルランド語をこう呼ぶことはスコットランド・ゲール語ほど一般的でない。
マン島英語のカルクでは、標準英語でふつう見られない the Manx や the Gaelic といった定冠詞の使用がある。
Manx という語は歴史的文献では、とりわけ島の住民によって書かれたものでは、しばしば Manks とつづられている；この語は「マン人の Mannish」を意味し、ノルド語の Mannisk に由来している。島名の Man はしばしば Mann とつづられる。これにはこの語が第 1 音節に強勢のある 2 音節語 “MAN-en” であるという補足説明が伴うことがある。これはケルト神話の神マナナーン・マクリール (Manannán mac Lir) の名からきている。

## 歴史

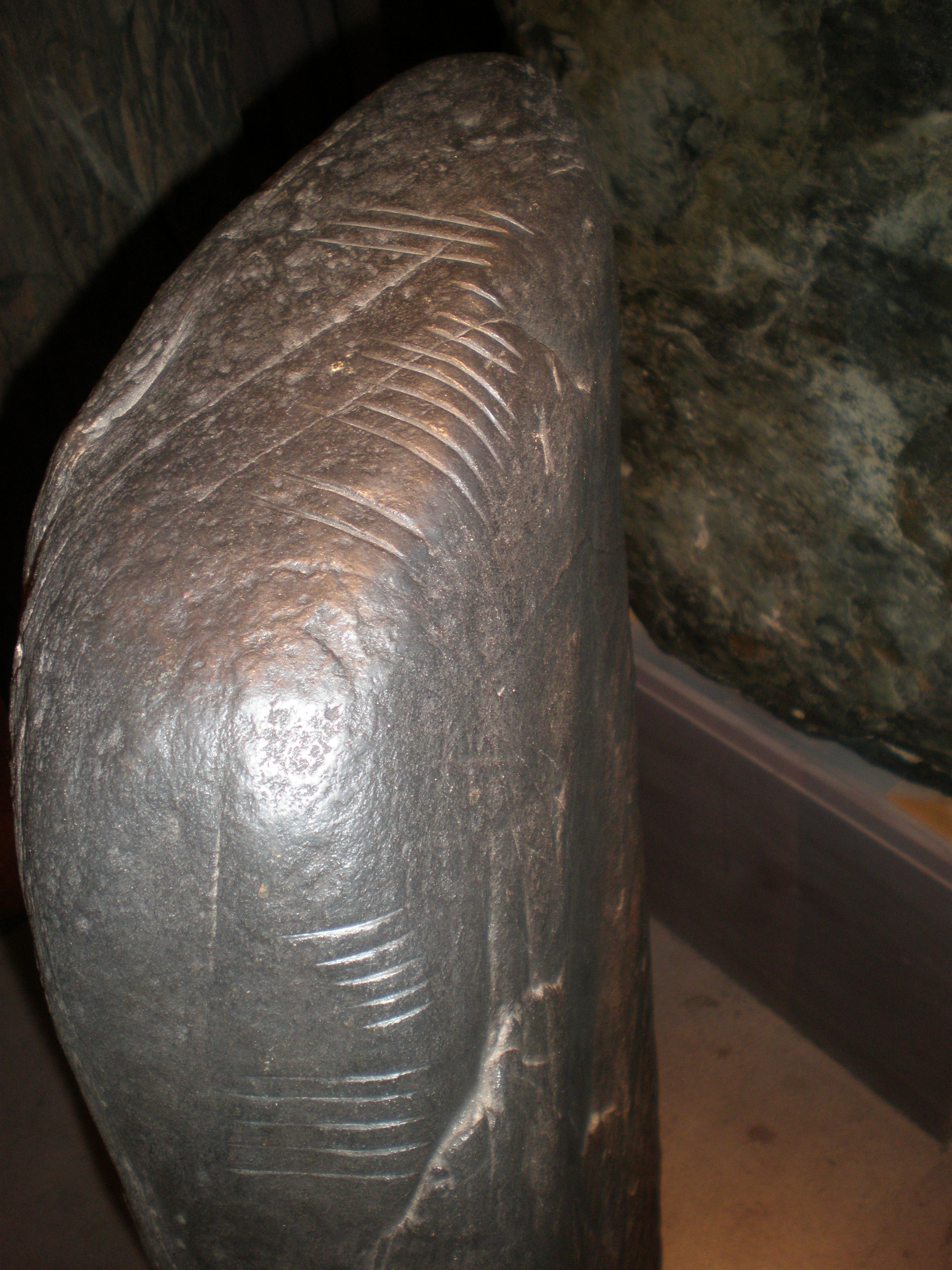
マンクス博物館所蔵の、石に刻まれたオガム碑文。原アイルランド語で書かれており、DOVAIDONA MAQI DROATA 「ドロアタの息子ドヴァイドの」と読める。

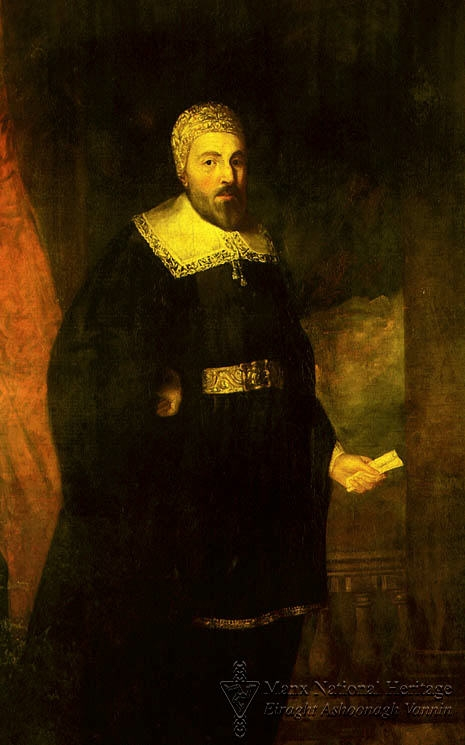
ウィリアム・クリスチャン、別名イリアム・ドーン (茶髪のウィリアム)

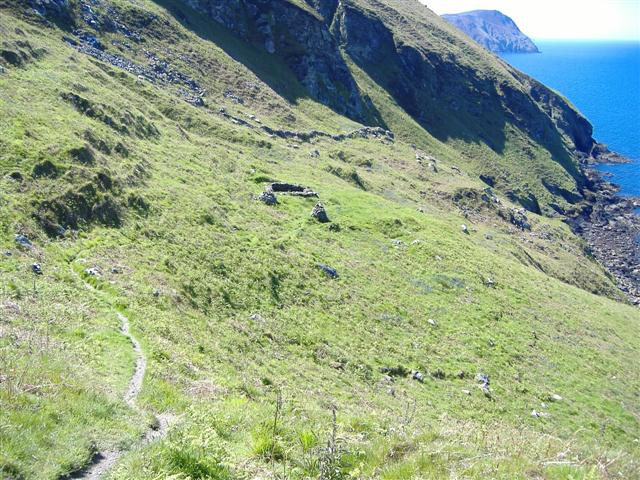
Cronk ny Arrey Laa (見張りの丘) にある Lag ny Keeilley (教会のくぼみ)；マン島語はこの島の地名の名づけに相当の影響をもってきた。

マン島語はアイルランド語およびスコットランド・ゲール語と密接な関係にあるゴイデル語 (ゲール語) のひとつである。概してこれらは相互に理解可能ではないが、話者たちは互いの言語の受動的能力や、さらには会話能力をも得ることは容易である。
知られているマン島の最初の言語は、ブリソン語 (ウェールズ語、コーンウォール語、ブルトン語に発展した言語) の一形態である。しかし、スコットランド・ゲール語および現代アイルランド語と同様、マン島語は紀元4世紀以降にオガム碑文に文証されている原アイルランド語に由来している。こうした文章はアイルランド全域およびブリテン島西海岸で発見されている。原アイルランド語は5世紀を通して古アイルランド語へと遷移した。6世紀以来の古アイルランド語はラテン文字で書かれ、もっぱらラテン語写本の欄外注記に文証されているが、マン島からは現存する例は見つかっていない。10世紀までに古アイルランド語は、アイルランド全域、スコットランドおよびマン島で話された中期アイルランド語に変化した。スコットランドおよびアイルランドの海岸部と同様、マン島にはノース人が入植し、若干の借用語や人名、ラクシー (英 Laxey, マン島語 Laksaa) やラムジー (英 Ramsey, マン島語 Rhumsaa) といった地名にその痕跡を残している。
中世後期のあいだ、マン島はしだいにイングランドの影響下に入り、それ以来英語がマン島語の発達において主要な外部要因であった。マン島語は 13世紀ころに近世アイルランド語 (Early Modern Irish) から、また15世紀ころにスコットランド・ゲール語から分岐を始めた。マン島語は19世紀のあいだに急速に衰退し、英語に取って代わられた。
マン島語の書籍は18世紀初頭まで印刷されたことがなく、さらに19世紀までマン島語＝英語辞典は存在しなかった。16世紀に作られた少数の物語詩と若干の宗教文学を除いて、マン島語に20世紀以前の文学はない。マン島語は口承で伝えられてきた民間伝承や歴史などを持つ、いかなる意味でも口頭の社会 (oral society) であった。
1848年に J. G. カミングは「英語を話さない人はほとんど（若者ではおそらくまったく）いない」と書いている。ヘンリー・イェナーは1874年に、人口の約30%が習慣的にマン島語を話していると推定している (41,084人の人口のうち12,340人)。公式な国勢調査の数字によると、1901年には人口の9.1%がマン島語を話すと主張したが、1921年にはこの割合はわずか1.1%になった。マン島語の威信（プレステージ）は低落していたので、親たちはマン島語を英語に比べて無用のものと考え、子どもたちに教えない傾向にあった。

## 再生
19世紀中のマン島語の衰退を受けて、マン島語協会 (Yn Cheshaght Ghailckagh) が1899年に創設された。20世紀半ばまでに老人の母語話者はわずかになっていたが（その最後の人物であったネッド・マドレルは1974年12月27日に亡くなった）、そのときまでに学問的な復興は始まっており、数人が学校でマン島語を教えはじめていた。1992年には「学校におけるマン島語の教育および適格性認定のあらゆる側面を担当する」として、3人の委員からなりマン島語担当役員 (Manx Language Officer) のブライアン・ストーウェルが長を務めるマン島語部門 (Manx Language Unit) が組織された。ここからマン島語研究に関心が増大し、これに伴う民族的アイデンティティの感覚が促された。マン島語の再生は研究者たちによって20世紀になされた録音作業に助けられている。もっとも顕著なのは、1948年にエイモン・デ・ヴァレラによって録音機材を伴って派遣されたアイルランド民間伝承委員会である。みずからマン島語の近年の再生に責任ある立場にある、言語愛好家で流暢な話者であるブライアン・ストーウェルによって指揮された研究もある。
2009年、国連教育科学文化機関（ユネスコ）の世界危機言語地図は、マン島に数百人の話者がいるにもかかわらず、マン島語を消滅言語 (extinct language) と宣言した。これ以降にユネスコはマン島語の分類を「深刻な危機 critically endangered」に変更している。
2011年の国勢調査では、80,398人中の1,823人、人口の2.27%が、マン島語の知識を持っていると主張している。これは2001年の国勢調査から134人の増加である。話者がもっとも集中しているのはダグラスで、566人が会話と読み書きの能力があるとした。ピールが第2位で、会話と読み書きができるとした者は179人であった。その他の大きな集中地域はオンカン（146人）およびラムジー（149人）であった。
マン島ではマン島語の名前がふたたび一般的になってきている。とくに Moirrey / Voirrey (英 Mary), Illiam (William), Orry（ノース人のマン王から）, Breeshey/Breesha (Bridget), Aalish/Ealish (Alice), Juan (Jack), Ean (John), Joney, Fenella（Fionnuala, アイルランド神話のファヌラ）, Pherick (Patrick), Freya（北欧神話のフレイヤ）が人気である。

## 話者人口
| 年次 | マン島語の話者       | マン島語の話者       | マン島の人口         |
| 年次 | 総数                 | 人口に占める割合     | マン島の人口         |
| ---- | -------------------- | -------------------- | -------------------- |
| 1874 | 16,200               | 30%                  | 54,000 (1871)        |
| 1901 | 4,419                | 8.1%                 | 55,000               |
| 1911 | 2,382                | 4.8%                 | 52,000               |
| 1921 | 896                  | 1.5%                 | 60,000               |
| 1931 | 529                  | 1%                   | 49,000               |
| 1951 | 275                  | 0.5%                 | 55,000               |
| 1974 | 最後の母語話者が死亡 | 最後の母語話者が死亡 | 最後の母語話者が死亡 |
| 1991 | 650                  | 0.9%                 | 71,000               |
| 2001 | 1,500                | 1.9%                 | 78,000               |
| 2011 | 1,650                | 1.9%                 | 86,000               |
| 2015 | 1,800                | 2%                   | 88,000               |